# سونی پیکچرز انیمیشن
سونی پیکچرز انیمیشن (به انگلیسی: Sony Pictures Animation) شرکت تهیه انیمیشن در آمریکاست که از زیرمجموعه‌های سونی پیکچرز محسوب می‌شود. این شرکت در سال ۲۰۰۲ تأسیس شد و دفتر مرکزیش در کولور سیتی در کالیفرنیا قرار دارد. معمولاً محصولات تهیه شده توسط این شرکت به وسیله کلمبیا پیکچرز توزیع می‌شود.
اولین فیلم شاخص این شرکت، انیمیشن فصل شکار بود. انیمیشن‌های مشهور دیگری همچون هتل ترانسیلوانیا، موج سواری، دزدان دریایی! گروهی از ناجورها، اسمورف‌ها و قسمت اسمورف‌ها ۲ و انیمیشن تحسین شده مرد عنکبوتی: به درون دنیای عنکبوتی که برنده جایزه اسکار شده نیز از محصولات سونی پیکچرز انیمیشن هستند.
این استودیو کار خود را با انتشار انیمیشن فصل شکار در سال ۲۰۰۶ با بودجه ۸۵ میلیون دلاری شروع کرد. آن‌ها توانستند در سال ۲۰۰۹ انیمیشن محبوب «ابری با احتمال بارش کوفته قلقلی» را منتشر و اقبال عمومی را به سمت خود جلب کنند. موفقیت این استودیو ادامه پیدا کرد و در سال ۲۰۱۱ با ساخت انیمیشن «اسمورف‌ها» با بودجه ای حدود ۱۱۰ میلیون دلار فروش گیشهٔ ۵۶۳ میلیون دلاری داشته باشد که این رقم بیشترین میزان فروش کمپانی سونی است البته در بخش انیمیشن.
از دیگر آثار موفق این استودیو می‌توان به سه‌گانه «هتل ترانسیلوانیا»، «ستاره»، «پرندگان خشمگین ۱» و «پرندگان خشمگین ۲» نام برد.

## انیمیشن‌ها
- فهرست فیلم‌های پویانمایی سونی پیکچرز

## فرنچایزها
| عنوان‌ها                        | فیلم‌ها | کوتاه | مجموعه تلویزیونی | تاریخ انتشار |
| ------------------------------ | ------ | ----- | ---------------- | ------------ |
| فصل شکار                       | ۴      | ۱     | ۰                | ۲۰۰۶–۲۰۱۶    |
| موج‌سواری                       | ۲      | ۰     | ۰                | ۲۰۰۷–۲۰۱۷    |
| ابری با احتمال بارش کوفته‌قلقلی | ۲      | ۴     | ۲                | ۲۰۰۹–۲۰۱۸    |
| اسمورف‌ها                       | ۳      | ۲     | ۰                | ۲۰۱۱–۲۰۱۷    |
| هتل ترانسیلوانیا               | ۴      | ۳     | ۲                | ۲۰۱۲–اکنون   |
| مورمور                         | ۲      | ۰     | ۰                | ۲۰۱۵–۲۰۱۸    |